# スピーニョ・モンフェッラート
スピーニョ・モンフェッラート（伊: Spigno Monferrato）は、イタリア共和国ピエモンテ州アレッサンドリア県にある、人口約1,000人の基礎自治体（コムーネ）。

## 地理

### 位置・広がり
| 隣接するコムーネは以下の通り。括弧内のSVはサヴォーナ県、ATはアスティ県所属を示す。 - デーゴ (SV) - ジュズヴァッラ (SV) - マルヴィチーノ - メラーナ - モンバルドーネ (AT) - モンテキアーロ・ダックイ - パレート - ピアーナ・クリージア (SV) - ロッカヴェラーノ (AT) - セローレ (AT) |

### 地震分類
イタリアの地震リスク階級 (it) では、3 に分類される
。

## 行政

### 分離集落
スピーニョ・モンフェッラートには、以下の分離集落（フラツィオーネ）がある。
- Montaldo, Rocchetta, Squaneto, Turpino